# Inocencio XIII
Inocencio XIII (Poli, 13 de mayo de 1655-Roma, 7 de marzo de 1724) fue el 244.º papa de la Iglesia católica desde el 8 de mayo de 1721 hasta su muerte en 1724.

## Orígenes y formación
Nacido Michelangelo Conti, pertenecía a la familia aristocrática de los Conti di Segni que desde el siglo XII había dado varios papas y cardenales. Fue hijo de Carlo IV Conti, duque de Poli y de Guadagnolo, y de su esposa Isabella Muti.
Estudio en los jesuitas de Ancona y más tarde en el Collegio Romano. Se doctoró en derechos civil y canónico en la Universidad La Sapienza de Roma, tras lo cual desempeñó diversos cargos civiles a partir de 1690 cuando cumplió una misión protocolaria ante la República de Venecia.

## Carrera eclesiástica
Fue nombrado referendario de la Signatura Apostólica y gobernador de las ciudades de Ascoli Piceno y Frosinone (1691), comisario general contra banditos de los Estados de la Iglesia (1692), gobernador de la provincia de Campania (1692) y de la ciudad de Viterbo (1693).

### Episcopado y cardenalato
En 1695 fue consagrado arzobispo titular de Tarso y nuncio apostólico en Lucerna, actual Suiza. Tres años después fue destinado a la nunciatura de Portugal, donde maduró su animosidad contra los jesuitas, muy influyentes en ese país.
El 7 de julio de 1706 fue creado cardenal presbítero, y cinco años después se le asignó el título de Ss. Quirico e Giulitta. Antes, en 1709, había sido nombrado obispo de Osimo manteniéndosele ad personam la dignidad de arzobispo. En 1712 fue trasladado a la sede arzobispal de Viterbo y Toscanella, cargo al que renunció por enfermedad en 1719. Durante un año, entre 1716 y 1717 había ejercido de cardenal camarlengo.
En 1719 fue aclamado miembro de la Academia de la Arcadia con el nombre de Aretalgo Argireo.

## Papado

### Elección
En el cónclave que siguió a la muerte de Clemente XI, el cardenal Mihály Frigyes Althan, del título de S. Sabina y arzobispo de Vác, Hungría, presentó el veto del emperador Carlos VI contra la elección del favorito, Fabrizio Paolucci de' Calboli, cardenal obispo de Frascati, por lo que parece que se optó por un papa de transición. El cardenal Conti tenía un gran prestigio, pero también un precario estado de salud. Resultó elegido papa el 8 de mayo de 1721. Manifestó querer ser llamado Inocencio en honor del gran papa Inocencio III (1198-1216), primer sumo pontífice de su familia. Diez días después de su elección fue coronado por el cardenal Benedetto Pamphili, protodiácono de S. Maria in Via Lata.

### Actuación pontifical
Poco después de su elección, corroboró el acuerdo del tratado de Utrecht que otorgaba al emperador Carlos VI el reino de Sicilia, feudatario de la Santa Sede. En 1723, sin embargo, se opuso tenazmente aunque sin éxito a la decisión imperial de otorgar los ducados de Parma, Piacenza y Guastalla, también feudatarios papales, al príncipe Carlos de Borbón-Anjou.
Igual que su antecesor, prestó apoyo al pretendiente Jacobo Francisco Eduardo Estuardo, hijo del destronado Jacobo II Estuardo, prometiéndole una subvención de 100.000 ducados para el caso de que intentara recuperar el trono inglés por la fuerza de las armas. También socorrió económicamente a la República de Venecia para proteger la isla de Malta ante la amenaza otomana.
En la disputa entre dominicos y jesuitas por el asunto de las misiones en China, no solo siguió la causa de los primeros, sino que prohibió a la Compañía de Jesús la admisión de nuevos miembros. Esta indicación de sus simpatías animó a siete obispos franceses a formularle la petición para derogar la bula Unigenitus de Clemente XI (1713) por la cual las ideas del jansenista Pascasio Quesnel, enemigo frontal de los jesuitas, habían sido condenadas. Inocencio XIII no solo rechazó la petición, sino que exigió la escrupulosa sumisión a la bula.
En relación con lo que antecede y a pesar de ello, Inocencio XIII sucumbió a las presiones francesas de elevar (1721) al cardenalato presbiterial a Guillaume Dubois, obispo de Cambray y primer ministro de Luis XV, quien se había distinguido en la fustigación del jansenismo pero que era un hombre de notorias costumbres depravadas. Con todo, Dubois no llegó a ser envestido ni a recibir título alguno, puesto que falleció dos años después sin haber atendido las exhortaciones del papa para reformar su vida disipada.

## Muerte
Inocencio XIII murió en Roma el 7 de marzo de 1724 y fue sepultado en las Grutas Vaticanas.
Las profecías de San Malaquías se refieren a este papa como De bona religione (De la buena religión), cita que al parecer hace referencia a la familia de la que formaba parte, los Conti que habían dado a la Iglesia, según algunos genealogistas, de cuatro a dieciséis Papas y muchos Cardenales.